# 多讷里
多讷里（法語：Donnery，法語發音：[dɔnʁi]）是法国卢瓦雷省的一个市镇，位于该省中西部，属于奥尔良区。

## 地理
多讷里（47°54'47"N, 2°6'15"E）面积21.77 平方千米，位于法国中央-卢瓦尔河谷大区卢瓦雷省，该省份为法国中北部省份，北起埃松省，西北接厄尔-卢瓦省，西南接卢瓦-谢尔省，南至涅夫勒省和谢尔省，东临约讷省，东北接塞纳-马恩省。
与多讷里接壤的市镇（或旧市镇、城区）包括：特赖努、费欧洛日、马尔迪耶、圣但尼德洛泰勒。

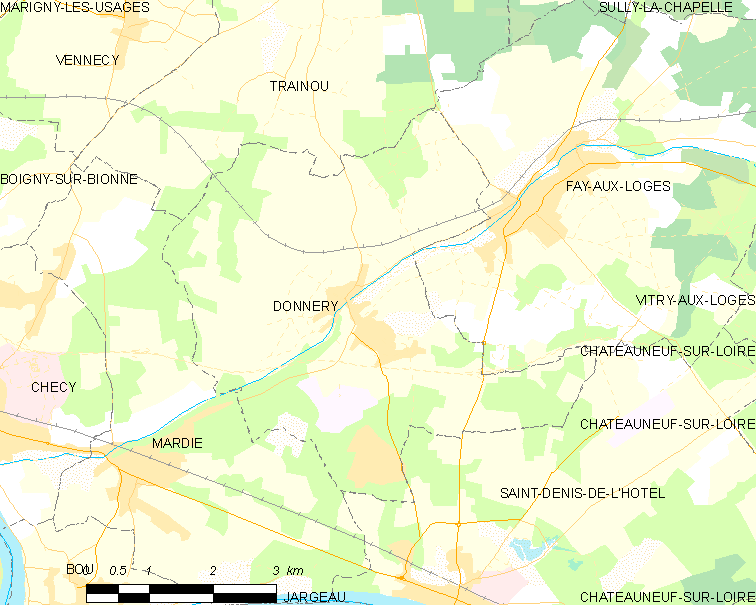
多讷里的OSM定位图

多讷里的时区为UTC+01:00、UTC+02:00（夏令时）。

## 行政
多讷里的邮政编码为45450，INSEE市镇编码为45126。

## 政治
多讷里所属的省级选区为卢瓦尔河畔新堡县。

## 人口

1962-2008年间多讷里人口变化图示

多讷里于2022年1月1日时的人口数量为2833人。